# Charles Barrière
Pour les articles homonymes, voir Barrière.
Charles Barrière est un homme politique français, député et sénateur, né le 27 septembre 1837 à Saint-Germain-l'Herm (Puy-de-Dôme) et décédé le 19 août 1910 à Saint-Bonnet-le-Bourg (Puy-de-Dôme).

## Biographie
Jean François Charles Claude Barrière est né à Saint-Germain l'Herm, dans le Livradois, le 27 décembre 1837. Il est le fils de Jean François Barrière (1804-1897), avocat au barreau de Clermont-Ferrand puis notaire, maire de Saint-Germain-l'Herm de 1843 à 1888 (avec une interruption de 1871 à 1872) et conseiller général du canton de Saint-Germain-l'Herm de 1848 à 1871.
Après ses études de droit à Paris, il devient avocat au barreau de Riom en 1862. En 1871, il succède à son père comme conseiller général, puis en 1888 comme maire de Saint-Germain-l'Herm. Il est député républicain du Puy-de-Dôme de 1885 à 1889, et sénateur, inscrit au groupe de l'Alliance démocratique, de 1891 à 1909. Il est secrétaire du Sénat de 1894 à 1897.
Constamment réélu au conseil général du Puy-de-Dôme, il en devient vice-président (1886), puis président de 1898 à 1901.
Il a été vice-président de la Ligue de l'enseignement et président de plusieurs associations philanthropiques.
Il était chevalier de la Légion d'honneur.